# Берд (остров, Фолклендские острова)
Берд (англ. Bird Island, исп. Isla Pájaro) — небольшой остров в составе архипелага Фолклендских островов, который находится в южной части Атлантического океана.
Расположен в 4,5 км к югу от острова Западный Фолкленд, вблизи мыса Калм-Хед. Составляет примерно 2 км в длину и 1,1 км в ширину. Площадь острова — 1,2 км². Западная половина южного побережья представлена отвесными скалами, высота которых достигает 70 м. На восточной оконечности острова расположены две куполообразные возвышенности, высота которых достигает 107 м над уровнем моря. Южное побережье восточной оконечности также представлено отвестными скалами высотой в 30 м, северное побережье — столь же крутыми обрывами. На остров трудно высадиться с лодки за исключением небольшого участка северо-восточного побережья. Передвигаться по острову также сложно, что связано с пересечённым рельфом и особенностями местной растительности.
Организация BirdLife International признала остров Берд ключевой орнитологической территорией. Здесь гнездятся новозеландский баклан, чернобровый альбатрос, буревестник и многие другие птицы.